# داون (برند)
داون (انگلیسی: Dawn) یک نشان تجاری مایع ظرفشویی آمریکایی است، که در سال ۱۹۷۳ توسط شرکت پروکتر اند گمبل در آمریکا ایجاد شده است.